# 5657 Groombridge
5657 Groombridge este un asteroid din centura principală, descoperit pe 28 august 1936, de Karl Reinmuth.